# Vladimir Farrell
Vladimir Santos Farrell (31 de mayo de 1981) es un futbolista internacional de Montserrat, se desempeña en el terreno de juego como delantero, y su actual equipo es el Moca FC de la Primera División del fútbol dominicano, donde juega desde 2015.

## Carrera
En diciembre de 2006, fichó por el Shirebrook Town FC después de jugar por el South Normanton Athletic. Fue reportado como jugador del South Normanton en 18 de julio de 2007 en un amistoso. También en el 7 de octubre de 2007 fue reportado como jugador del club en un partido contra el Liversedge FC en la Northern Counties East League Premier Division (novena división del fútbol inglés). En 2009, fichó por el Hucknall Town tras un tiempo jugando por el Sutton Town. Debutó por el equipo en la derrota por 2 a 0 contra el Hyde United, pero solo jugó 33 minutos.

## Trayectoria
| Club               | País                 | Año           |
| ------------------ | -------------------- | ------------- |
| Long Eaton United  | Inglaterra           | 2002–2007     |
| Sutton Town A.F.C. | Inglaterra           | 2007–2009     |
| Hucknall Town F.C. | Inglaterra           | 2009–2014     |
| Moca FC            | República Dominicana | 2015–Presente |

## Carrera internacional
Farrell debuta con la selección mayor de Montserrat en 2002 en un partido de eliminatorias a la copa oro vs República Dominicana.